# Benjamin Bouchouari
Benjamin Bouchouari (Borgerhout, 13 november 2001) is een Marokkaans-Belgisch profvoetballer die als middenvelder voor AS Saint-Étienne speelt.

## Carrière
Benjamin Bouchouari begon met voetballen bij Oude God. Via Waasland-Beveren, RSC Anderlecht, KRC Genk en KV Mechelen belandde hij in Nederland, waar hij in de jeugd van Willem II en Fortuna Sittard speelde. In 2020 stapte hij over naar Roda JC Kerkrade, waar hij op 28 oktober 2020 debuteerde in het eerste elftal tijdens de met 0-2 verloren bekerwedstrijd tegen zijn ex-club Fortuna Sittard. Hij kwam in de 77e minuut in het veld voor Patrick Pflücke. Op het einde van het kalenderjaar ondertekende hij er zijn eerste profcontract. In maart 2021 werd hij verkozen tot beste talent in de derde periode van de Keuken Kampioen Divisie. In 2022 vertrok hij voor een bedrag van ruim een miljoen euro naar AS Saint-Étienne. In maart 2023 werd Bouchouari voor het eerst geselecteerd voor het Marokkaans voetbalelftal.

## Clubstatistieken
| Seizoen                   | Club             | Land           | Competitie     | Competitie | Competitie | Beker | Beker | Overig | Overig | Totaal | Totaal |
| Seizoen                   | Club             | Land           | Competitie     | Wed.       | Dlp.       | Wed.  | Dlp.  | Wed.   | Dlp.   | Wed.   | Dlp.   |
| ------------------------- | ---------------- | -------------- | -------------- | ---------- | ---------- | ----- | ----- | ------ | ------ | ------ | ------ |
| 2020/21                   | Roda JC Kerkrade | Nederland      | Eerste divisie | 28         | 1          | 1     | 0     | 2      | 0      | 31     | 1      |
| 2021/22                   | Roda JC Kerkrade | Nederland      | Eerste divisie | 36         | 2          | 0     | 0     | 1      | 0      | 37     | 2      |
| 2022/23                   | Roda JC Kerkrade | Nederland      | Eerste divisie | 1          | 0          | 0     | 0     | –      | –      | 1      | 0      |
| 2022/23                   | AS Saint-Étienne | Frankrijk      | Ligue 2        | 34         | 1          | 0     | 0     | –      | –      | 34     | 1      |
| Carrièretotaal            | Carrièretotaal   | Carrièretotaal | Carrièretotaal | 99         | 4          | 1     | 0     | 3      | 0      | 103    | 4      |
| Bijgewerkt op 4 juni 2023 |                  |                |                |            |            |       |       |        |        |        |        |

## Erelijst
| Competitie          | Winnaar     | Winnaar     | Runner-up   | Runner-up   | Derde       | Derde       |
| Competitie          | Aantal      | Jaren       | Aantal      | Jaren       | Aantal      | Jaren       |
| Marokko U23         | Marokko U23 | Marokko U23 | Marokko U23 | Marokko U23 | Marokko U23 | Marokko U23 |
| ------------------- | ----------- | ----------- | ----------- | ----------- | ----------- | ----------- |
| Afrika Cup onder 23 | 1x          | 2023        |             |             |             |             |

## Privé
Bouchouari is geboren in België maar heeft zijn roots liggen in Äit Aazziman, een dorpje bij Midar in het noordoosten van Marokko.
Hij is de neef van Mohamed Bouchouari en het neefje van Hakim Bouchouari.